# James Soutter
James Soutter (James Tindal Soutter; * 1. Januar 1885 in Echt, Aberdeenshire; † 8. August 1966 in Edinburgh) war ein britischer Sprinter und Mittelstreckenläufer.
Bei den Olympischen Spielen 1912 in Stockholm gewann er mit der britischen Mannschaft Bronze in der 4-mal-400-Meter-Staffel. Über 400 und 800 Meter erreichte er jeweils das Halbfinale.